# Pleione microphylla
Pleione microphylla är en växtart i släktet Pleione och familjen orkidéer. Den beskrevs av Sing Chi Chen och Zhan Huo Tsi.

## Utbredning
Arten förekommer i södra Guangdong i Kina.